# Черкаський обласний протитуберкульозний диспансер
Черкаський обласний протитуберкульозний диспансер — медичний заклад, що є великим лікувально-діагностичним центром, де проводиться диференційна діагностика та лікування різних бронхолегеневих захворювань, у тому числі і діагностика раку.
До диспансера направляються на обстеження та лікування хворі з вогнищевою патологією легень з усіх лікувально-діагностичних закладів регіону.

## Структура
Диспансер має 7 відділення:
- фтизіатричні — поліклінічне, діагностичне, хірургічне, урологічне та дитяче;
- клінічні — лабораторне, рентгенологічне, фізіотерапевтичне.

Тут також є кабінети вузьких фахівців, у тому числі ендоскопічний кабінет та кабінет ультразвукової діагностики.